# 波特維爾 (伊利諾伊州)
波特維爾（英語：Porterville）是位於美國伊利諾伊州克勞福德縣的一個非建制地區。該地的面積和人口皆未知。

## 地理
波特維爾的座標為39°05′23″N 87°48′05″W / 39.08972°N 87.80139°W，而該地的平均海拔高度為164米（即538英尺）。